# Pirveli Bedia
Pirveli Bedia (en georgiano: პირველი ბედია; en abjasio: Актәи Бедиа, romanizado: Aktai Bedia) es un pueblo que pertenece a la parcialmente reconocida República de Abjasia, dentro del distrito de Tkvarcheli, aunque de iure es parte del municipio de Ochamchire de la República Autónoma de Abjasia de Georgia.

## Geografía
Pirveli Bedia está a 5 km al sur de Tkvarcheli. Limita con Tkvarcheli en el norte; en el oeste, Agubedia; y el pueblo de Chjortoli en el sur. Al este del pueblo hay terrenos montañosos y boscosos de difícil acceso donde está la montaña de Lashkendar (1.373 m), uno de los siete santuarios del pueblo abjasio.

## Historia

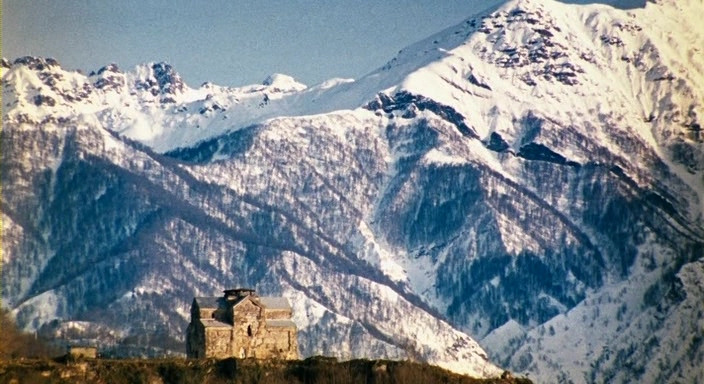
Catedral de Bedia, con las montañas del Cáucaso de fondo

Bedia es uno de los pueblos más antiguos de toda Abjasia, teniendo una gran importancia cultural y política en toda Transcaucasia Occidental durante la Edad Media. Durante la época del reino de Abjasia, Bedia era el centro administrativo de un eristavi (ducado) que se extendía en los actuales distritos de Ochamchire y Tkvarcheli. Bedia en ese momento era la sede de un metropolitano, quien administraba una eparquía entre ríos Aaldzga y Inguri. Los monumentos más importantes de este período se encuentran actualmente en Agubedia e incluyen, por ejemplo, la Catedral de Bedia de finales del siglo X y las ruinas de su palacio. En el siglo XIX, el territorio de Bedia estaba en el borde de la histórica región de Samurzakan dentro de Abjasia, perdiendo la importancia que tuvo en el pasado.
El pueblo de Bedia se dividió en tres selsovets en 1925: Agubedia, Pirveli Bedia y Meore Bedia. Después del establecimiento de la Unión Soviética, los bolcheviques abjasios comenzaron a exigir que, como parte de la reforma administrativa de la ASSR abjasia de la década de 1930, que reemplazó a los antiguos distritos rusos, los límites entre los distritos de Ochamchire y Gali se establecieran sobre una base etnolingüística. Como la gran parte de la población era abjasia, tanto Agubedia como Pirveli Bedia se integraron en el distrito de Ochamchire como parte de la RASS de Abjasia (a diferencia de Meore Bedia, que ya por entonces tenía mayoría de hablantes de mingreliano).
Durante la guerra de Abjasia en 1992-1993, la aldea fue gobernada por guerrilleros abjasios y, después de los combates, la población siguió bajo el dominio de Abjasia. Pirveli Bedia fue creado como municipio separado de Agubedia y fue transferido del distrito de Ochmachire al distrito de Tkvarcheli en 1994. 
El 22 de enero de 2021, el pueblo sufrió un deslizamiento de tierra masivo. La carretera que conecta Pirveli Bedia con Tkvarcheli y tres casas (cuyos habitantes escaparon heridos) fueron destruidas.

## Demografía
La evolución demográfica de Pirveli Bedia entre 1886 y 2011 fue la siguiente:
| 2297                                                | 450 |
| (Fuente: Population of Abkhazia since Soviet times) |     |

La población de Pirveli Bedia ha disminuido tras la guerra de Abjasia pero su composición no ha variado, siendo la inmensa mayoría abjasios étnicos. El pueblo se caracteriza por el bilingüismo abjasio-mingreliano, a pesar de que casi todos los residentes son de etnia abjasia.
|              | 2011      | 2011       |
| Grupo étnico | Población | Porcentaje |
| ------------ | --------- | ---------- |
| Georgianos   | 75        | 16,7%      |
| Abjasios     | 367       | 81,6%      |
| Rusos        | 6         | 1,3%       |
| Total        | 450       | 100%       |